# Christianella glandulifera
Christianella glandulifera är en tvåhjärtbladig växtart som först beskrevs av José Cuatrecasas, och fick sitt nu gällande namn av W.R.Anderson. Christianella glandulifera ingår i släktet Christianella och familjen Malpighiaceae. Inga underarter finns listade i Catalogue of Life.